# Bob-Weltcup 2025/26
Der Bob-Weltcup 2025/26 ist die von der International Bobsleigh & Skeleton Federation (IBSF) organisierte höchste Wettkampfserie im Bobsport. Der Weltcup soll am 17. November 2025 in Cortina d’Ampezzo beginnen und am 18. Januar 2026 in Altenberg enden.
Wie in den Vorjahren werden im Rahmen des Weltcups Wettbewerbe im Monobob (Frauen), Zweierbob (Frauen und Männer) sowie Viererbob (Männer) ausgetragen. 
In dieser Saison sollen die Rennen des Skeleton-Weltcups wieder durchgehend an den gleichen Orten als gemeinsame Veranstaltung stattfinden.
Als Höhepunkt der Saison folgen nach Abschluss des Weltcups die Olympischen Winterspiele 2026, bei denen die Bobwettbewerbe in Cortina d’Ampezzo stattfinden sollen.

## Wettkampfkalender
| #                                                                           | Datum                              | Land        | Ort               | Wettkampfstätte                       | Frauen | Frauen | Männer | Männer |
| #                                                                           | Datum                              | Land        | Ort               | Wettkampfstätte                       | 1er    | 2er    | 2er    | 4er    |
| --------------------------------------------------------------------------- | ---------------------------------- | ----------- | ----------------- | ------------------------------------- | ------ | ------ | ------ | ------ |
| 1                                                                           | 17.–23. November 2025              | Italien     | Cortina d’Ampezzo | Cortina Sliding Centre                | ●      | ●      | ●      | ●      |
| 2                                                                           | 24.–30. November 2025              | Österreich  | Innsbruck-Igls    | Olympia Eiskanal Igls                 | ●      | ●      | ●      | ●      |
| 3                                                                           | 8.–14. Dezember 2025               | Norwegen    | Lillehammer       | Lillehammer Olympiske Bob- og Akebane | ●      | ●      |        | ●●     |
| 4                                                                           | 15.–21. Dezember 2025              | Lettland    | Sigulda           | Bob- und Rennschlittenbahn Sigulda    | ●      | ●      | ●●     |        |
| 5                                                                           | 29. Dezember 2025 – 4. Januar 2026 | Deutschland | Winterberg        | Veltins-Eisarena                      | ●      | ●      | ●      | ●      |
| 6                                                                           | 5.–11. Januar 2026                 | Schweiz     | St. Moritz        | Olympia Bob Run St. Moritz–Celerina   | ●      | ●      | ●      | ●      |
| 7                                                                           | 12.–18. Januar 2026                | Deutschland | Altenberg         | Rennschlitten- und Bobbahn Altenberg  | ●      | ●      | ●      | ●      |
| 6. bis 22. Februar 2026 – Olympische Winterspiele 2026 in Cortina d’Ampezzo |                                    |             |                   |                                       |        |        |        |        |

Ursprünglich war das Weltcupfinale nach den Olympischen Spielen im März auf der Kunsteisbahn Königssee geplant. Nachdem die Wiedereröffnung der Bahn um ein Jahr verschoben werden musste, entschied die IBSF, den Weltcup abzusagen und nur sieben anstatt der ansonst üblichen acht Weltcups pro Saison zu veranstalten.